# Damián Iguacén Borau
Damián Iguacén Borau (Fuencalderas, província de Saragoça, 12 de fevereiro de 1916 – Huesca, 24 de novembro de 2020) foi um clérigo espanhol, emérito bispo da diocese de San Cristóbal de La Laguna, Tenerife.

## Biografia
Estudou no Seminário Conciliar de Santa Cruz de Huesca. Em 7 de junho de 1941, ele foi ordenado sacerdote, exercitando nas cidades aragonesas de Ibieca e Torla (Huesca). Realizou várias obras na Igreja de Santa Engràcia e no Episcopado de Zaragoza, em Tardienta (Huesca) e no Seminário, na paróquia de Sant Lli, na Basílica de San Lorenzo, na Catedral e no bispado de Huesca.
O 14 de agosto de 1970 foi homenque bispo da diocese de Barbastro-Monzón. Sendo consagrado bispo o 11 de outubro de 1970 na catedral de Santa Maria da Assunção de Barbastro. Em 23 de setembro de 1974, foi nomeado Bispo da Diocese de Teruel e Albarracín. Sendo Bispo de Teruel, participou da Comissão Central de Limites Diocesanos da Conferência Episcopal Espanhola e foi presidente da Comissão Interdiocesana para o estudo dos limites da Igreja em Aragão, criado em 1980.
Em 14 de agosto de 1984, ele se tornou bispo da diocese de Tenerife, até sua demissão por idade, que ocorreu em 12 de junho de 1991.
Ele presidiu a Comissão Episcopal de Patrimônio Cultural da Conferência Episcopal Espanhola entre 1984 e 1993. Ele publicou vários estudos e livros sobre o patrimônio histórico, incluindo Fuencalderas (1979), La Iglesia e seu patrimônio cultural (1984), Dicionário do Patrimônio Cultural da Igreja (1991).
Morreu em 24 de novembro de 2020, aos 104 anos, em Huesca.